# Pegvisomante
Pegvisomante, comercializado bajo la marca Somavert, es un medicamento utilizado para el tratamiento de la acromegalia puede utilizarse cuando la enfermedad no se controla con cirugía, radioterapia y somatostatinas. Se administra este medicamento mediante inyección subcutánea.  
La mayoría de los efectos secundarios de este medicamento son de leves a moderados. Los efectos secundarios más frecuentes son dolor de cabeza, diarrea y dolor articular; otros efectos secundarios pueden ser problemas hepáticos y niveles bajos de azúcar en sangre. Aunque no hay pruebas de que este medicamento  cause daños durante el embarazo, su uso no se ha estudiado bien. Es un bloqueante de los receptores de la hormona del crecimiento 
Este medicamento se aprobó para uso médico en Europa en 2002 y en Estados Unidos en 2003 En el Reino Unido cuesta al NHS unas 1.500 libras esterlinas  al mes con 10 mg al día a partir de 2021 Esta cantidad en Estados Unidos es de unos 7.500 dólares estadounidenses. 